# Филиппов, Михаил Михайлович (футболист)
Михаи́л Миха́йлович Фили́ппов (род. 10 июня 1992, Волжский, Волгоградская область) — российский футболист, вратарь любительского клуба «Эгриси».

## Клубная карьера
Родился в Волжском, Волгоградской области.
Футболом начал заниматься в волжской СДЮСШОР-4. Позже перешёл в академию «Ротора». В 2006 году присоединился к УОР «Мастер-Сатурн».
С 2009 года стал выступать за молодёжную команду раменского «Сатурна». В сезоне 2009 стал бронзовым призёром в её составе молодёжного первенства России.
31 августа 2010 года в матче Второго дивизиона против клуба «Знамя Труда» дебютировал в профессиональном футболе за «Сатурн-2».
31 августа 2011 года пополнил состав клуба «Томь».
В июле 2012 года присоединился к клубу «Амур-2010».
Летом 2013 года по приглашению Сергея Бондаря перешёл в «Знамя Труда».
22 января 2014 года был куплен московским «Спартаком». С клубом завоевал серебряные медали молодёжного первенства 2014/15. Также в составе «Спартака-2» выиграл первенство ПФЛ в сезоне 2014/15.
11 июля 2015 года дебютировал в первенстве ФНЛ в матче против «Томи» и уже на 11-й минуте оказался вынужден покинуть поле после столкновения с Никитой Баженовым.
Зимой 2017 года проходил просмотр в «Уфе», руководство клуба положительно охарактеризовало игрока, но сочло подписание четвёртого вратаря нецелесообразным.
6 июля 2017 года подписал двухлетний контракт с «Енисеем». По итогам сезона 2017/18 вместе в клубом одержал победу в стыковых матчах и вышел в РПЛ.
7 октября 2018 года сыграл дебютный матч в чемпионате России против московского «Спартака».
19 февраля 2019 года на правах аренды перешёл в «Ротор».
18 февраля 2020 года подписал полугодовой контракт с московским «Торпедо».
29 мая 2020 года пополнил состав клуба «Чайка».
18 июня 2021 года присоединился к ярославскому «Шиннику». В сезоне 2021/22 с командой занял 1-е место во Втором дивизионе (группа 2).
25 июня 2023 года перешёл в новороссийский «Черноморец».
27 марта 2024 года пополнил состав потерявшего профессиональный статус ростовского СКА. В мае 2024 года перешёл в любительский клуб «Козлы».
В июле 2024 года присоединился к клубу «ZOV», выступающему в чемпионате Москвы.

## Карьера в сборной
С 2007 по 2011 год вызывался в юношеские сборные России, однако в официальных матчах не играл.

## Статистика выступлений
| Выступление      | Выступление      | Выступление      | Лига | Лига | Кубки | Кубки | Стыковые матчи | Стыковые матчи | Итого | Итого |
| Клуб             | Лига             | Сезон            | Игры | Голы | Игры  | Голы  | Игры           | Голы           | Игры  | Голы  |
| ---------------- | ---------------- | ---------------- | ---- | ---- | ----- | ----- | -------------- | -------------- | ----- | ----- |
| Сатурн           | Второй дивизион  | 2011/12          | 18   | −16  | 1     | 0     | —              | —              | 19    | -16   |
| Сатурн           | Итого            | Итого            | 18   | −16  | 1     | 0     | —              | —              | 19    | -16   |
| → Сатурн-2       | Второй дивизион  | 2010             | 7    | −10  | 0     | 0     | —              | —              | 7     | -10   |
| → Сатурн-2       | Итого            | Итого            | 7    | −10  | 0     | 0     | —              | —              | 7     | -10   |
| Амур-2010        | Второй дивизион  | 2012/13          | 7    | −3   | 1     | 0     | —              | —              | 8     | -3    |
| Амур-2010        | Итого            | Итого            | 7    | −3   | 1     | 0     | —              | —              | 8     | -3    |
| Знамя Труда      | ПФЛ              | 2013/14          | 16   | −19  | 1     | −1    | —              | —              | 17    | -20   |
| Знамя Труда      | Итого            | Итого            | 16   | −19  | 1     | −1    | —              | —              | 17    | -20   |
| → Спартак-2      | ПФЛ              | 2014/15          | 10   | −8   | —     | —     | —              | —              | 10    | -8    |
| → Спартак-2      | ФНЛ              | 2015/16          | 23   | −35  | —     | —     | —              | —              | 23    | -35   |
| → Спартак-2      | ФНЛ              | 2016/17          | 24   | −27  | —     | —     | —              | —              | 24    | -27   |
| → Спартак-2      | Итого            | Итого            | 57   | −70  | —     | —     | —              | —              | 57    | -70   |
| Енисей           | ФНЛ              | 2017/18          | 29   | −24  | 1     | −1    | 2              | −4             | 32    | -29   |
| Енисей           | РПЛ              | 2018/19          | 3    | −6   | 1     | −1    | —              | —              | 4     | -7    |
| Енисей           | ФНЛ              | 2019/20          | 17   | −20  | 2     | −2    | —              | —              | 19    | -22   |
| Енисей           | Итого            | Итого            | 49   | −50  | 4     | −4    | 2              | −4             | 55    | -58   |
| → Ротор          | ФНЛ              | 2018/19          | 4    | −4   | 0     | 0     | —              | —              | 4     | -4    |
| → Ротор          | Итого            | Итого            | 4    | −4   | 0     | 0     | —              | —              | 4     | -4    |
| Чайка            | ФНЛ              | 2020/21          | 36   | −42  | 0     | 0     | —              | —              | 36    | -42   |
| Чайка            | Итого            | Итого            | 36   | −42  | 0     | 0     | —              | —              | 36    | -42   |
| Шинник           | Второй дивизион  | 2021/22          | 26   | −12  | 0     | 0     | —              | —              | 26    | -12   |
| Шинник           | Первая лига      | 2022/23          | 18   | −22  | 1     | 0     | —              | —              | 19    | -22   |
| Шинник           | Итого            | Итого            | 44   | −34  | 1     | 0     | —              | —              | 45    | -34   |
| Черноморец       | Первая лига      | 2023/24          | 0    | 0    | 3     | −4    | —              | —              | 3     | -4    |
| Черноморец       | Итого            | Итого            | 0    | 0    | 3     | −4    | —              | —              | 3     | -4    |
| Всего за карьеру | Всего за карьеру | Всего за карьеру | 238  | −248 | 11    | −9    | 2              | −4             | 251   | -261  |

## Достижения
«Сатурн»
- Бронзовый призёр молодёжного первенства России: 2009

«Спартак» (Москва)
- Серебряный призёр молодёжного первенства России: 2014/15

«Спартак-2»
- Победитель ПФЛ (зона «Запад»): 2014/15
- Итого : 1 трофей

«Енисей»
- Бронзовый призёр ФНЛ: 2017/18

«Шинник»
- Победитель Второго дивизиона (группа 2): 2021/22
- Итого : 1 трофей